# Gnamptogenys volcano
Gnamptogenys volcano é uma espécie de formiga do gênero Gnamptogenys.